# Irina Eliade
Irina Eliade (n. 5 februarie 1920, Ploiești, România – d. 24 septembrie 1998, București, România) a fost o traducătoare și prozatoare română.

## Biografie
S-a născut la 5 februarie 1920, la Ploiești și a decedat la 24 septembrie 1998, la București. A fost fiica lui Petru Hanciu, economist și a Mariei (n. Ștefănescu). Studiile liceale le efectuează la „Institutul Pompilian” din București pe care le absolvă în 1938. Urmează cursurile Facultății de Litere și Filosofie a Universității din București (1939-1943) și obține licența Magna Cum Laude în specialitățile limba franceză – limba engleză. În 1945 absolvă Institutul Pedagogic Universitar. În perioada 1946-1948, este translator și traducător la Ministerul Afacerilor Externe, apoi profesor la diferite școli bucureștene (1948-1953). Urmează cariera universitară la catedra de limba și literatura franceză a Facultății de Limbi Străine a Universității din București, de unde se pensionează în 1975. În perioada 1963-1965, a fost interpret la Misiunea Română de la ONU.

## Activitatea literară
A debutat în cadrul cenaclului „Sburătorul”, în 1947, cu romanul Linie moartă, premiat, dar nepublicat din cauza schimbării regimului politic. Din juriu făceau parte Perpessicius, Vladimir Streinu, Șerban Cioculescu, Camil Petrescu și alții. Debutul editorial a avut loc abia în 1965, cu traducerea unui roman de Camille Lemonnier, Sfârșitul familiei Rassenfosse. Revine la proza originală, după ce publică alte traduceri din Maupassant, Gide, Malraux, Colette, Huxley și eseuri de traductologie și literatură universală, abia în 1987, cu volumul de nuvele Ziduri, ferestre, grădini.
Este autoare a unui impunător Dicționar român-francez și francez-român, a colaborat la elaborarea Dicționarului de scriitori francezi (1978), a publicat numeroase eseuri și articole în revistele Secolul 20, România literară, Viața Românească.
„«În familia lui Mircea Eliade am intrat de două ori» Mai întâi câteva cuvinte despre familia Eliade, cu care mă înrudesc prin soțul meu, Gheorghe Eliade. Foarte puțini știu că au fost trei frați Ieremia: Gheorghe Ieremia, tatăl lui Mircea Eliade, generalul Constantin Ieremia, socrul meu și un al treilea frate, șef de gară. Mă veți întreba care este secretul numelui: Ieremia sau Eliade? Numele familiei este Ieremia, schimbarea în Eliade nefiind un moft. Frații Ieremia și-au luat noul nume dintr-un elan patriotic, modelul lor fiind scriitorul pașoptist Ion Heliade Rădulescu.”—Irina Eliade
„Într-o bună zi am cumpărat o carte a cărei copertă m-a fascinat. Pe un fond negru apărea o femeie făcută parcă din lut,bronz și fum. Titlul cărții era Maitreyi iar autorul, Mircea Eliade. Scriitorul mă atrăgea în mod deosebit, așa că în recreația mare, de douăzeci de minute, când colegele mai mari ca mine cu un an vorbeau despre Ionel Teodoreanu, Cezar Petrescu, Liviu Rebreanu, eu îl evocam numai pe Mircea Eliade, cu India, Maitreyi, Huliganii sau Întoarcerea din rai… Într-o zi, o fetiță cu un an sau doi mai mică decât grupul alcătuit din cele trei amatoare de lectură ne-a spus, prin surprindere, mai ales, că până atunci nu prea vorbise: „Mama și soțul ei, Mircea Eliade, vă roagă să poftiți la noi, sâmbătă la ora cinci.” Era Giza (Adalgiza Ionescu), fiica adoptivă a lui Mircea Eliade.”—Irina Eliade
„Și a doua oară… [...] Pe viitorul meu soț, inginerul Gheorghe Eliade, l-am cunoscut din întîmplare la mare, la Eforie Nord, în 1952. O cunoștință mi l-a prezentat și – iarăși întîmplare – pentru că stăteam în gazdă într-o casă veche, a cărei ușă se bloca, Gheorghe Eliade a rezolvat micul incident. Să vedeți ce lanț de întâmplări, aproape neverosimile. Viitorul meu soț stătuse cu ani în urmă în aceeași cameră și cunoștea secretele încuietorii. Într-o seară superbă de august, la plimbare pe faleză mi-a făcut, cu eleganță, o mărturisire: „Vezi vaporul acela?Dacă ar fi posibil, te-aș invita să călătorim alături toată viața!” Declarație de dragoste? Da, și așa am intrat a doua oară în familia Eliade. Soțul meu a fost un om de o rară verticalitate morală.”—Irina Eliade

## Opera literară
- Marcel Proust, eseu antologie, comentarii. București, 1974
- Ziduri, ferestre, grădini, nuvele, București, 1987[5]

### Traduceri
- C. Lemonnier, Sfârșitul familiei Rassenfosse, București, 1965
- G. de Maupassant, Povestiri, București, 1966
- A. Gide, Școala femeilor. Robert, București, 1968
- Colette, Hoinara. Duo, București, 1969
- A. Gide, Tezeu. File de toamnă, București, 1971
- A. Huxley, Orb prin Gaza, București 1974
- A. Malraux, Oglinda de la hotarul ceții. Lazăr, București, 1978
- Colette, Sido. Cârceii de viță, București, 1982.